# Seeschlacht von Fuzhou
Fuzhou – Keelung – Tamsui – Kep – Tuyen Quang – Yu Oc – Nui Bop – Shipu – Lang Son – Dong Dang – Zhenhai – Hoa Moc – Phu Lam Tao – Bang Bo – Pescadoren
Die Seeschlacht von Fuzhou war eine Schlacht im chinesisch-französischen Krieg. Bei der Schlacht am 23. August 1884 versenkte das französische Fernostgeschwader die chinesische Flotte innerhalb kürzester Zeit nahezu komplett.

## Hintergrund
Kern des Konfliktes zwischen dem chinesischen Kaiserreich der Qing-Dynastie und Frankreich war die Kontrolle über Vietnam. Frankreich zeigte bereits seit dem Ende des 18. Jahrhunderts Interesse an Vietnam und annektierte 1862 mehrere Regionen im Süden Vietnams. Französische Händler versuchten bald den Roten Fluss zu befahren und dadurch den Handel mit China zu erleichtern. Dieser Handel wurde allerdings durch die Schwarzen Flaggen, eine Banditengruppe im Nordvietnam, verhindert oder zumindest erschwert. Infolgedessen wurde eine französische Delegation unter der Führung von Henri Rivière nach Hanoi entsandt. Entgegen ihren Befehlen stürmten die Franzosen die Zitadelle von Hanoi und erregten damit den Argwohn der Vietnamesen und deren Schutzmacht China. Daraufhin leistete das Chinesische Kaiserreich militärische und materielle Hilfe für die Vietnamesen und die Schwarzen Flaggen im Kampf um die Kontrolle über das Gebiet Tonkin im Nordvietnam. Nach chinesischen Niederlagen im Krieg wurde am 11. Mai 1884 die Übereinkunft von Tientsin geschlossen, die Frankreich die Herrschaft über Tonkin zusprach. Im Juni 1884 kam es allerdings erneut zu bewaffneten Konflikten zwischen der chinesischen Guangxi-Armee und einer französischen Kolonne unter Alphonse Dugenne. Nachdem Verhandlungen zwischen dem chinesischen Kaiserreich und Frankreich gescheitert waren, entbrannte der Konflikt aufs neue.

## Vorbereitung zur Schlacht
Nach dem Scheitern der Verhandlung erhielt Admiral Courbet den Befehl, die chinesische Flotte im Hafen von Fuzhou anzugreifen. Flaggschiff der französischen Flotte unter Courbet war die Bayard, das Pendant der chinesischen Flotte war die Yangwu.

## Verlauf
Das französische Fernostgeschwader eröffnete die Schlacht am 23. August 1884 um 14 Uhr. Schnell wurde das chinesische Flaggschiff durch ein französisches Torpedoboot beschädigt. Wie viele weitere Schiffe der chinesischen Flotte wurde die Zhenwei durch französische Granaten versenkt. In Anbetracht der hohen Verluste konzentrierten die Chinesen ihre Angriffe auf das französische Flaggschiff, in der Hoffnung Courbet zu töten und das Blatt damit zu wenden. Während dieses Angriffes wurden Führungskräfte an Bord des französischen Flaggschiffes verletzt, Courbet blieb aber unverletzt. Schließlich wurde der Angriff abgewehrt, und um 17 Uhr endeten die Gefechte. Nur die Schiffe Fupo und Yixin konnten die Schlacht auf chinesischer Seite unbeschadet überstehen. In der Nacht unternahmen die Chinesen einige erfolglose Angriffe auf die französischen Schiffe.
Die Schlacht wurde von neutralen britischen und amerikanischen Schiffen beobachtet.

## Folgen

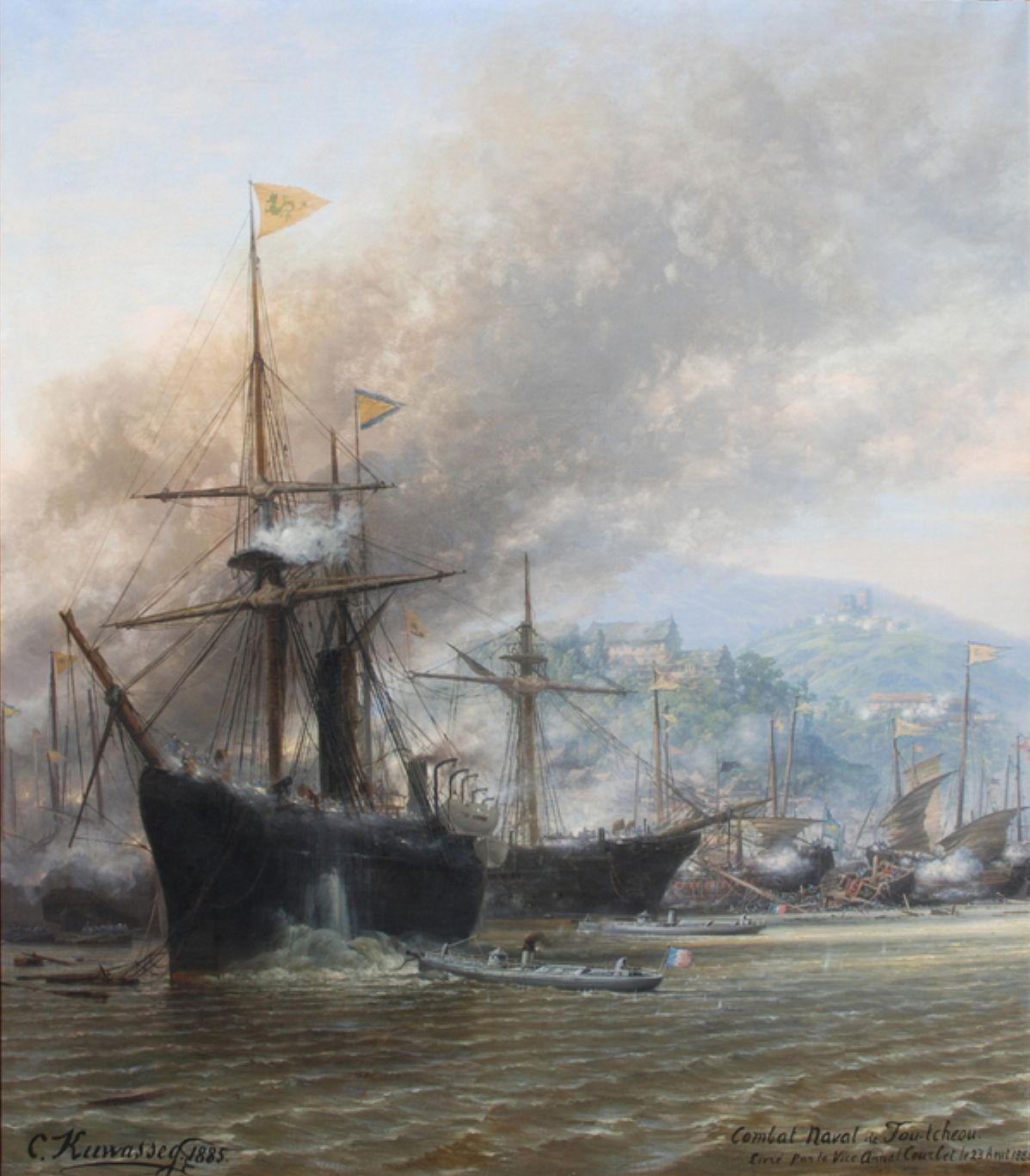
Das chinesische Flaggschiff Yangwu nach dem Beschuss durch französische Torpedos

Am folgenden Tag bombardierte das französische Geschwader die chinesische Werft und weitere militärische Stellungen an der Küste.
Der französische Angriff führte zum endgültigen Abbruch der Verhandlungen und der diplomatischen Beziehungen zwischen dem chinesischen Kaiserreich und Frankreich.